# シナリオ・時をかける少女
「シナリオ・時をかける少女」は、筒井康隆による自作のパロディ・シナリオ。短篇小説集『串刺し教授』に収録されており、新潮社の『筒井康隆全集 第24巻』でも短篇小説に分類されている。

## 作品成立の経緯
筒井のジュブナイルSF『時をかける少女』は、1965年から1966年に発表された作品であるが、1983年に角川春樹製作、大林宣彦監督、原田知世主演で初めて映画化された（時をかける少女 (1983年の映画) を参照）。
本作は、この映画を原作者である筒井自身がシナリオ形式でパロディ化したもので、『SFアドベンチャー』1983年6月号に掲載された。のち、短篇集『串刺し教授』（新潮社 1985年）に収録されている。
当時、校内暴力が大きな社会問題となっており、そうした世相がかなり反映されている。

## スタイル
一般的な映画脚本のフォーマットのように、柱書きや台詞の前の人物名はない。シーンとシーンは改行と行頭の○印で区切られている。ト書きの時制は、一般のシナリオと同様、現在形である。

## あらすじ
俳優たちが映画（『時をかける少女』であるが、題名は記されない）のシーンをカメラの前で演じている。周囲では彼らにかまわず、暴力中学生たちが集団で若い女教師を押し倒したり、浮浪者を足蹴にしたりしている。暴力中学生たちを気にして、俳優たちも次第に演技が続けられなくなっていき、「虚構」を演じることへの疑問を口にする。主役の「彼女」は無理にでも物語を進行させようと演技を続けるが、暴力中学生たちは直接妨害を始め、相手役をバットで殴り倒して「彼女」に襲い掛かる。演技が続けられなくなった「彼女」の支離滅裂な叫びで、唐突に終わる。

## 備考
- 作中で、少年役を演じる2人の俳優が、著作権の問題は大丈夫なのかと心配しあうシーンがある。作家自身によるパロディだから問題ないだろうという一方に対して、他方が、映画化権は売ってしまった、と返す。「あのプロデューサーは自分でもパロディやってたくらいだから大丈夫だ」という台詞も出てくるが、これは同じく角川製作・大林監督による『金田一耕助の冒険』（1979年）のことを指すと思われる。
- また、続いて先生役が観客に向かって話しかけるが、その中に現れる「ジョウ」「幻魔」という言葉はそれぞれ、同じ1983年に公開されたアニメ映画『クラッシャージョウ』と『幻魔大戦』のことを指すと思われる（後者は角川製作で、原田知世が声優として出演している）。